# Arco di Arcadio, Onorio e Teodosio
L'Arco di Arcadio, Onorio e Teodosio (in latino: Arcus Arcadii Honorii et Theodosii) era un arco trionfale eretto a Roma dal Senato in onore dei tre Imperatori Arcadio, Onorio e Teodosio II, nel corso del V secolo. Il monumento, come attesta un'iscrizione, ricordava la vittoria «che aveva annientato per l'eternità la nazione getica»: alcuni autori l'identificano con la vittoria contro i Visigoti di Alarico nel 402 a Pollenzo, mentre altri con la vittoria contro i Goti di Radagaiso nel 406 a Fiesole; in entrambi i casi l'esercito romano era sotto il comando del generalissimo Stilicone.

## Localizzazione
Era collocato nel Campo Marzio all'inizio della via Trionfale, all'ingresso del Ponte Neroniano. Attestato ancora nel Medioevo come esistente, e indicato come arcus aureus Alexandri a causa dei suoi ricchi ornamenti, è stato distrutto successivamente all'inizio del XV secolo, quando era ancora conservata la struttura in laterizio, priva però della decorazione originaria.